# Boszorkány sor

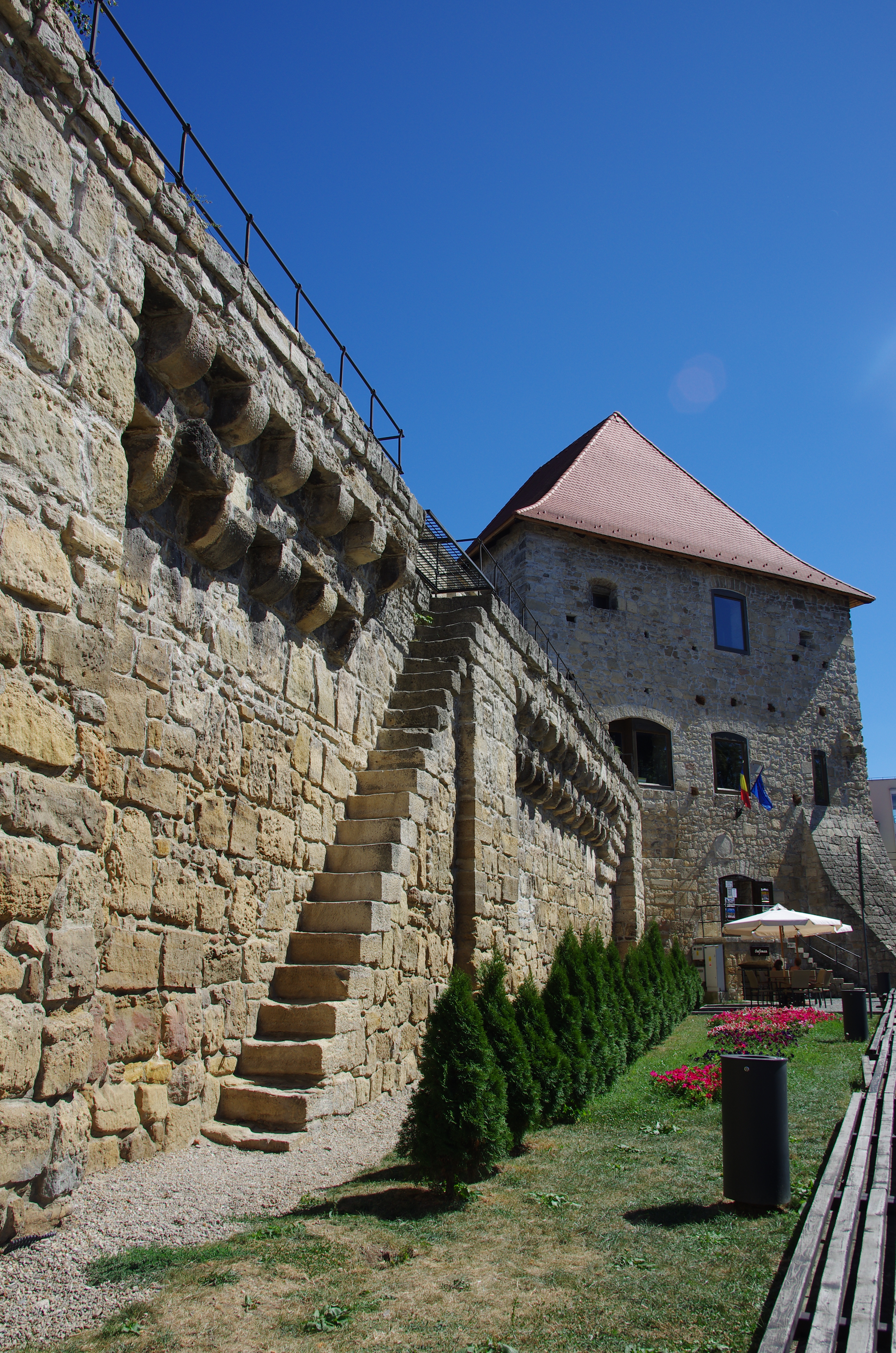
A Boszorkány sor a Bethlen bástyával és a keleti városfallal átellenben húzódott

A kolozsvári egykori úgynevezett Boszorkány sor, vagy Boszorkány utca a mai Bethlen utca (Strada Baba Novac) déli részének, a Farkas utca és a Bethlen-bástya felé eső rövid szakaszának egykori neve. Létezésekor putriszerű házakból álló sikátor volt. A házak a városfallal szemben levő oldalon álltak, mivel hadászati okok miatt a városfalak tövében tilos volt építkezni: ostrom idején akadályozták volna a falak gyors és biztonságos megközelítését. A déli városfal lebontása után a sikátort megnyitották a Külső-Torda utca (később Petőfi, ma Avram Iancu) utca felé. Ekkor, az itt álló kis házakat és viskókat is lebontották. Az utolsó épületet 1937-ben bontották el. Nevét onnan eredeztetik, hogy a hagyományok szerint több idős, egyedülálló nőnek volt itt háza, illetve valószínűleg kialakulása idején egy, esetleg több, a városlakók által boszorkánynak tartott nő élhetett itt. Az utca első említése ezen néven 1792-ből származik. Az utca 1845-ben még Boszorkány sor néven ismert, 1869-től a Bethlen utca része, amelyet 1923-ban Baba Novacról neveztek el. 1941 és 1945 között ismét visszakapta a Bethlen nevet, 1964-től Făcliei (Fáklya) utca, majd 1990-től ismét Baba Novac nevét viseli.